# 結城瑠美奈
結城瑠美奈（日语：結城るみな；1995年4月25日—）或結城留美奈，是一位出身於日本東京都的AV女優，所屬經紀公司為Wish。

## 經歷
本名為朝倉佳奈子，就讀日本著名貴族學校學習院初等科、學習院女子中·高等科畢業、學習院大學法學部中退，大學三年級曾經參加「學習院小姐」選美競賽獲得冠軍。
2016年4月至2017年3月，以淺藏小百合的藝名隸屬杉本彩所經營的經紀公司。2020年2月正式使用「結城るみな」的藝名於AV女優界正式出道。
2021年9月24日，因為持有毒品而被日本警察逮捕歸案。

## 外部連結
- 結城瑠美奈的X（前Twitter）
- 結城瑠美奈的Instagram帳戶